# Xiaoice
Xiaoice (chinesisch 微软小冰, Pinyin Wēiruǎn Xiǎobīng, wortwörtlich auf Deutsch „kleines Eis“) ist ein chinesisch sprechender Chatbot, der von Microsoft Research Peking entwickelt wurde und als App downloadbar ist. Erstmals veröffentlicht wurde Xiaoice am 29. Mai 2013 als Testversion in WeChat, bereits nach 72 Stunden hatte der Bot eineinhalb Millionen Einladungen zu Chatgruppen zu verzeichnen. Viele Leute, die in diesem Zeitraum mit Xiaoice chatteten, behaupteten später, sie hätten erst nach zehn Minuten realisiert, dass sie sich mit einem Computer unterhalten würden.
Die App Xiaoice hat heute über 40 Millionen registrierte Nutzer aus China und Japan (in Japan heißt die App Rinna) und circa zweieinhalb Millionen Follower in Weibo. Auf der Website JD.com, einem chinesischen Online-Versandhändler ähnlich wie Amazon, steht Xiaoice dem Käufer als Assistent zur Verfügung.
Xiaoice wird als weiblich dargestellt, „ihre“ Stimme ist hell und vergleichbar mit der Stimme einer 17-jährigen Heranwachsenden.